# Koß (Einheit)
Koß war ein indisches Längenmaß und Meile. Recht unterschiedliche Werte kennzeichnen das Maß, zumal es auch den königlichen Koß gab. So wurden 42 Koß auf 1 Grad am Äquator gerechnet.
An der Küste der Koromandel auch Gau oder Gos genannt, waren es 11 Koß, in Malabar 12 Koß und in Surat 10 Koß. Der chinesische Koß oder Li war 1771,5 Pariser Fuß (0,32484 Meter) oder 575,45 Meter lang und es entsprachen 193 2/5 Koß auf 1 Äquatorgrad.
- 1 Koß = 1335 Toisen[1] = 1000 Fathoms/Faden = 1 Meile (engl.) = 2601,97 Meter (42 3/4 Koß auf 1 Äquatorgrad)
  - 3 Koß = 1 Meile (deutsch)
- Peschawar 1 Königs-Koß = 1 ½ Meilen (engl.)

Nach anderen Angaben
- 33 Koß per Äquatorgrad = 15 Meilen (geografische deutsche)
- 2 1/5 Koß = 1 Meile (geografische deutsche)
- 1 Koß = 2 Meilen (engl.)